# Saint-Ouen-sur-Gartempe
 Saint-Ouen-sur-Gartempe  (en occitano  Sent Oen)  es una población y comuna francesa, en la región de Lemosín, departamento de Alto Vienne, en el distrito de Bellac y cantón de Le Dorat.

## Demografía
| 387 | 335 | 289 | 275 | 242 | 217 | 227 |
| Para los censos de 1962 a 1999 la población legal corresponde a la población sin duplicidades (Fuente: INSEE [Consultar]) |     |     |     |     |     |     |